# Lupang Hinirang
Lupang Hinirang este imnul național din Filipine.